# Bruken som byggde Sverige
Bruken som byggde Sverige är en TV-serie om svenska bruk som visades på Axess TV med start i september 2021.
Seriens programledare var Torbjörn Elensky och Marie Steinrud. Catta Neuding var regissör. Manus skrevs av Steinrud, Elensky, och Neuding.

## Innehåll
De bruk som visas i serien är:

1. Norn
2. Engelsberg
3. Ramnäs
4. Wanbo
5. Svanå
6. Seglingsberg
7. Nyhammar
8. Bernshammar

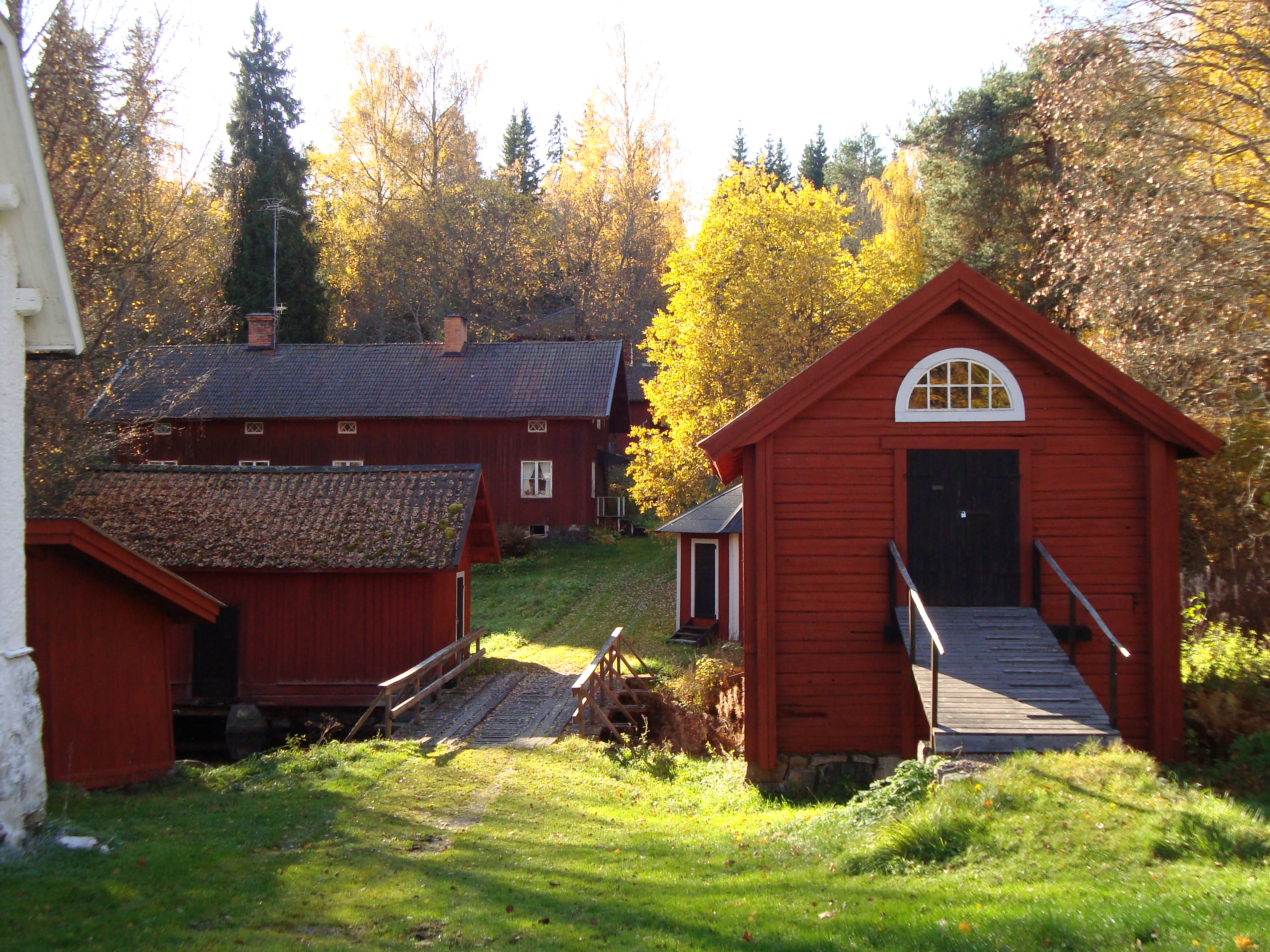
Norns bruk (här i oktober 2008) är ett av de bruk som visas i serien.

Den första säsongen följer brukspatronen Lona Lisa Söderhielm.

## Publicering
Serien visades i Axess TV och var även tillgänglig på YouTube.

## Mottagande
Nya Wermlands-Tidningen skrev om den första säsongen.
En syndikerad artikel om den andra säsongen publicerades i Vestmanlands Läns Tidning och i Fagersta-Posten.
Föreningen Norns Bruks Vänner uppgav att programmet hade dragit besökare till Norn.